# Coyron
Coyron ist eine französische Gemeinde im Département Jura in der Region Bourgogne-Franche-Comté.

## Geographie

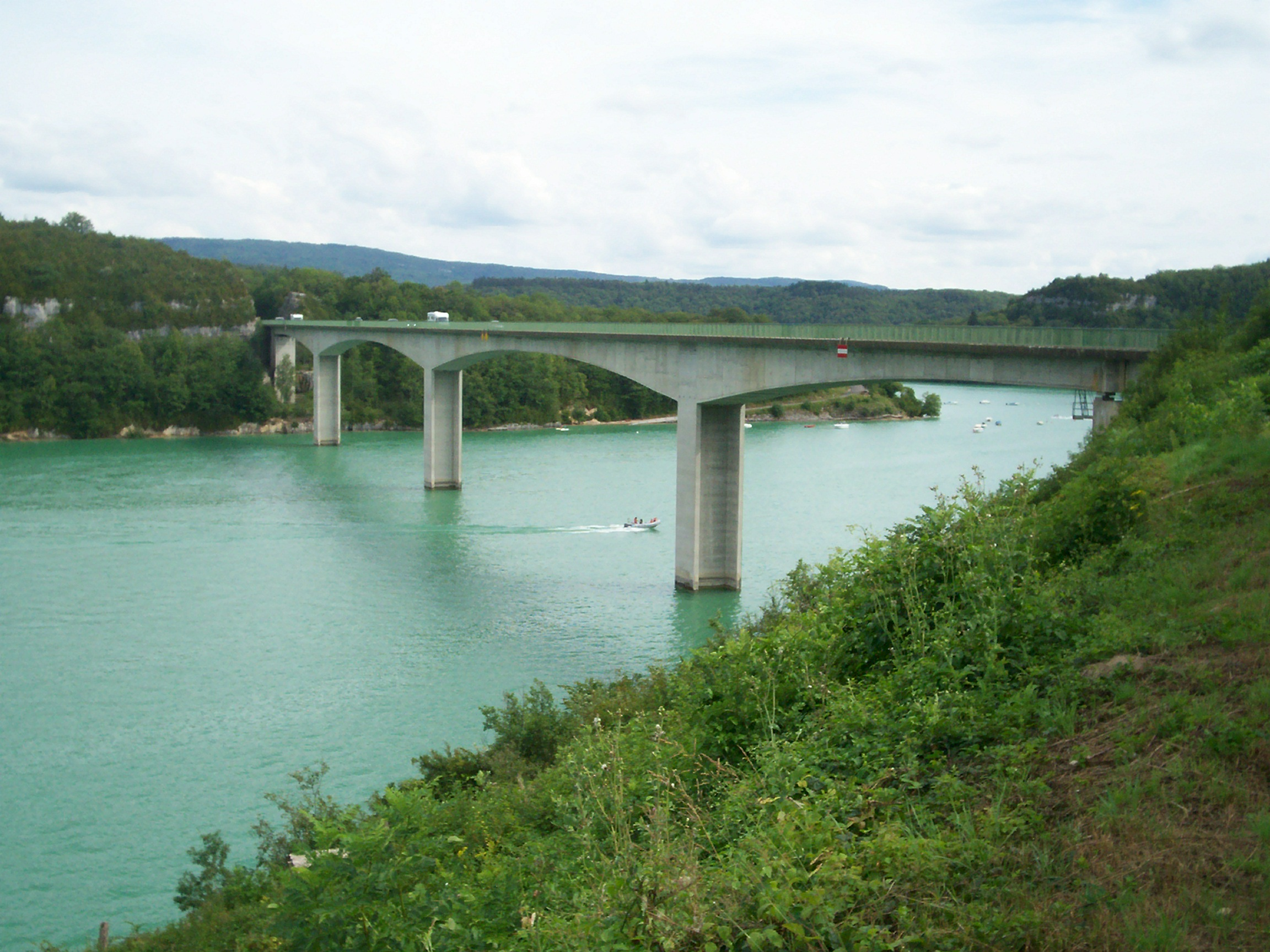
Brücke über den Stausee Lac de Vouglans zwischen Coyron und La Tour-du-Meix

Coyron liegt auf 534 m, etwa 18 Kilometer nordwestlich der Stadt Saint-Claude (Luftlinie). Das Bauerndorf erstreckt sich im Jura auf einem Hochplateau zwischen dem Taleinschnitt des Lac de Vouglans im Westen und den bewaldeten Ketten des Hochjuras im Osten.
Die Fläche des 5,53 km² großen Gemeindegebiets (mit Seeanteil 7,38 km²) umfasst einen Abschnitt des französischen Juras. Die westliche Grenze bildet der Lac de Vouglans, der 1969 aufgestaut wurde und das tief eingeschnittene, gewundene Tal des Ain überflutete. Er stellt heute ein beliebtes Erholungsgebiet dar. Auf seiner Ostseite wird der See von einem fast 100 m hohen Steilhang flankiert, der zum angrenzenden Plateau (durchschnittlich auf 520 m) überleitet. Mit 555 m wird an der östlichen Gemeindegrenze die höchste Erhebung von Coyron erreicht. Im Norden bildet das in das Plateau eingesenkte Erosionstal der Cimante die Abgrenzung. Das Gemeindegebiet ist Teil des Regionalen Naturparks Haut-Jura (frz.: Parc naturel régional du Haut-Jura).
Nachbargemeinden von Coyron sind La Tour-du-Meix und Barésia-sur-l’Ain im Norden, Thoiria und Meussia im Osten, Maisod im Süden sowie Orgelet im Westen.

## Geschichte
Das Gemeindegebiet von Coyron war bereits während der Römerzeit besiedelt. Vermutlich bestand zu dieser Zeit an der Stelle des späteren Pont de la Pile eine römische Brücke über den Ain. Im Mittelalter wurde der Fluss mit einer Fähre überquert, bis 1776 wieder eine Brücke erbaut wurde. Zu einer Gebietsveränderung kam es 1813, als das vorher selbständige Garde-Chemin nach Coyron eingemeindet wurde.

## Bevölkerung
| Jahr                       | 1962 | 1968 | 1975 | 1982 | 1990 | 1999 | 2006 | 2019 |
| Einwohner                  | 22   | 17   | 21   | 45   | 52   | 58   | 68   | 72   |
| Quellen: Cassini und INSEE |      |      |      |      |      |      |      |      |

Mit 69 Einwohnern (Stand 1. Januar 2022) gehört Coyron zu den kleinsten Gemeinden des Départements Jura. Nachdem die Einwohnerzahl in der ersten Hälfte des 20. Jahrhunderts markant abgenommen hatte (1886 wurden noch 111 Personen gezählt), wurde seit Mitte der 1970er Jahre wieder eine leichte Bevölkerungszunahme verzeichnet.

## Wirtschaft und Infrastruktur
Coyron war bis weit ins 20. Jahrhundert hinein ein vorwiegend durch die Landwirtschaft geprägtes Dorf. Daneben gibt es heute einige Betriebe des lokalen Kleingewerbes. Mittlerweile hat sich das Dorf auch zu einer Wohngemeinde gewandelt. Viele Erwerbstätige sind Wegpendler, die in den größeren Ortschaften der Umgebung ihrer Arbeit nachgehen.
Der Lac de Vouglans ist ein beliebtes Ausflugs- und Erholungsgebiet. Im Sommerhalbjahr gibt es hier zahlreiche Möglichkeiten, Freizeit- und Wassersportaktivitäten zu betreiben.
Die Ortschaft ist verkehrstechnisch gut erschlossen. Sie liegt nahe der Hauptstraße D470, die von Lons-le-Saunier nach Saint-Claude führt. Der hier rund 400 m breite Lac de Vouglans wird vom Brückenbauwerk Pont de la Pile überspannt.